# 제2차 세계 대전의 알제리
제2차 세계 대전 초기에 알제리는 공식적으로 프랑스 공화국의 일부였다.

## 서론

### 정치적 배경
북부는 여러 데파르트망으로 구성되어 있으며, 남부는 남부 영토로 이루어져 있다.
콩피에뉴 휴전 협정 (1940년) 당시 프랑스에 의해 식민화된 알제리는 행정적으로 비시 프랑스 정권에 종속되어 있었다.

### 제2차 세계 대전에 대한 알제리 정당들의 입장
1939년, 알제리에서의 프랑스 정치 상황은 효과적이지 못했고, 중요한 문제들을 해결하지 못했다. 경제 불안정은 크게 드리워져 기근의 그림자가 드리워졌으며, 애국자들의 동등한 권리 요구는 무시되었다. 가혹한 법률을 폐지하려는 시도는 프랑스 의회에서 묵살되었고, 심지어 블룸 비올레트 제안과 같은 제안된 개혁조차도 좌절되었다. 결과적으로 긴장이 고조되어 알제리 공산당의 해산으로 이어졌다. 또한, 알제리 무슬림 율레마 협회는 전쟁에서 프랑스를 지지하는 것을 거부했다. 더욱이 알제리 인민당 소속 투사들이 Comité d'action révolutionnaire nord-africain를 설립하면서 상황은 더욱 악화되었다. 이 위원회는 나치와 동맹을 맺고, 알제리에서 프랑스를 축출하기 위해 알제리가 나치와 협력할 것을 주장했다. 그 결과, 상당수의 알제리 투사들이 프랑스에 대항하여 나치 대의에 동참하게 되었다. 그 결과, 프랑스는 1939년 9월에 알제리 인민당을 폐쇄했다.

#### 인민당
제2차 세계 대전이 발발하기 전에, 알제리 인민당은 이미 폐쇄되었으며, 1939년 10월 4일에는 28명의 지도자가 체포되었다. 그러나 프랑스 공방전 이후 비시 프랑스 정권이 알제리를 획득하자, 이 당은 재건되었다. 20,000명의 시위대가 알제리에서 대규모 시위를 벌인 후, 인민당은 1945년 5월에 다시 폐쇄되었다.

#### 알제리 무슬림 율레마 협회
전쟁 중, 알제리 무슬림 율레마 협회는 프랑스와의 어떠한 협력도 거부했다. 그러나 압델하미드 이븐 바디스가 가택 연금 중에 사망하면서 협회는 새로운 지도력을 필요로 했고, 바시르 알 이브라히미가 승천했다. 제2차 세계 대전 중 협회의 충성심은 불확실하며, 중립적인 입장을 취했을 수도 있다.

#### 알제리 공산당
알제리 공산당은 인민당과 마찬가지로, 주로 알제리에서 진행되는 프랑스의 억압 때문에 1939년 9월 26일 전쟁 전에 해산되었다. 또한, 이 당은 인민당과의 경쟁 관계를 유지하며, 인민당을 정치적 지배를 다투는 유사한 단체로 보았다. 그러나 그 상대와는 달리, 알제리 공산당은 소련에 대해 우호적인 입장을 가지고 있었고, 알제리에서 비시 정권을 축출하는 데 중요한 역할을 했다. 결과적으로 알제리 공산당은 연합국과 동맹을 맺었다.

## 제2차 세계 대전의 시작

### 가짜 전쟁
1939년 9월 1일, 알제리 티라유르 연대는 16개였다. 8개 연대는 북아프리카에 주둔했고, 8개 연대는 본토에 있었다.
1940년 3월 1일, 군대에 배정된 마그레브 병력은 수도권에 70,000명이었다.
알제리에서는 예비군을 기반으로 한 세 개의 연대가 편성되었다: 알제 데파르트망에서는 17RTA; 오랑 데파르트망에서는 18RTA; 콩스탕틴 데파르트망에서는 19RTA.
모로코에 주둔한 세 개의 알제리 대대는 29RTA에 통합되었다.
1940년 5월 10일, 14개의 알제리 연대가 프랑스 수도에 주둔하고 있었다.

### 프랑스 공방전
여러 알제리 티라유르 부대가 소뮈르에서 defense of the Loire에 참여했다.

### 휴전
알제리는 비시 프랑스의 권한 하에 놓였다.

## 비시 프랑스 통치 하

### 비시 프랑스 하 알제리의 상황
프랑스 공방전과 콩피에뉴 휴전 협정 (1940년) 이후, 알제리는 나치 독일의 통제하에 있는 비시 프랑스에 의해 점령되었다.
1940년 6월 22일, 필리프 페탱 원수는 나치 독일과 휴전 협정을 맺고, 알제리와 나머지 북아프리카는 유지한 채 프랑스 남부로 이동했으며, 샤를 드골은 해외 영토를 통해 전쟁을 계속했다. 얼마 지나지 않아 대영 제국을 압박하여 메르스엘케비르 공격을 감행했고, 이는 프랑스에 의해 양국 관계의 단절로 비난받았다. 유대계 알제리인 할아버지를 둔 뱅자맹 스토라에 따르면, 유대인들은 언론, 군대 등 여러 분야에서 일할 권리를 잃었고, 때로는 재산을 도난당하기도 했으며, 그들의 자녀는 교육과 기본적인 생활 필수품을 받을 권리를 잃었다. 비시 정권이 유대인과 무슬림을 분리하려 아무리 노력해도 실패했다.
유대인의 권리를 빼앗는다고 해서 무슬림에게 새로운 권리가 주어지는 것은 아닙니다. 여러분이 유대인과 무슬림 사이에 이룩한 평등은 퇴보 속에서의 평등입니다.— 메살리 하지, 

전반적으로, 알제리 인구는 비시 정권에 대해 부정적인 견해를 가졌다. 또한, 1940년 10월 7일 크레미외 칙령이 철회된 후, 그들은 알제리 유대인들을 도왔다. 또한 알제리 유대인들은 비시 프랑스에 대해 맹렬히 저항했는데, 주로 1942년 알제 점령 시기에 그러했다. 재점령에도 불구하고 프랑스는 추축국과의 군사적 충돌에 비해 유대인 시민권 문제를 사소하게 여겨 1943년까지 유대인 시민권을 회복시키지 못했다. 알제리 유대인들의 저항은 군사적 행동을 넘어 교육까지 확산되었다. 1941년, 알제리 무슬림과 유대인으로 구성된 한 단체가 협력하여 대학을 설립했다. 안타깝게도 같은 해 말, 대학은 해산되었다.

### 독일에 대한 알제리 저항

#### 자파르 켐두디
자파르 켐두디(아랍어: جَعْفَر خَمْدُودِي)는 장 자파르 켐두디라고도 알려져 있으며, 1917년 11월 12일 부이라 주의 수르 엘 고즐란에서 태어나 2011년 7월 26일 사망했다. 그는 제2차 세계 대전 중 알제리 저항군이었다.
그의 행동을 통해 그는 강제 노동 서비스(STO) 하에서 강제 노동을 거부하는 수많은 사람들을 구했으며, 생퐁과 베니시외에서 유대인들을 구출했다.
노이엔가메 강제 수용소와 말쇼우, 라벤스브뤼크로 강제 이송되었으나, 살아남아 결국 프랑스로 돌아올 수 있었다.
자파르 켐두디는 2011년에 사망했다.

#### 카두르 벵갑리트
제2차 세계 대전 중, 카두르 벵갑리트는 가수 살림 할랄리를 포함하여 약 백 명의 유대인들의 생명을 구했는데, 모스크의 행정 직원이 그들에게 무슬림 신분증을 발급하도록 했다. 이 문서들 덕분에 그들은 체포와 강제 이송을 피할 수 있었다.
1991년 프랑스 3의 '라신(Racines)' 프로그램에서 제작된 29분짜리 다큐멘터리 '파리 모스크: 잊혀진 저항'에서 데리 베르카니는 알제리인 출신 프랑크 타이어르 에 파르티잔(FTP) 대원들—대부분 노동자들—이 유대인들을 보호하기 위해 파리 모스크로 데려왔다고 보도했다. 이 알제리 FTP 대원들은 영국 낙하산병들을 구출하고 안전한 피난처를 제공하는 임무를 맡았다. 나중에 그들은 모스크에 유대인 가족들—개인적으로 알거나 친구들의 소개로 온 가족들—을 수용하여 그들의 노력을 확장했다. 그곳에서 가족들은 자유 지역으로 이동하거나 지중해를 건너 북아프리카에 도달할 수 있는 문서를 기다렸다.
이 시기 동안 파리 모스크에 의해 보호되고 구출된 유대인의 정확한 수는 출처에 따라 다르다. '바티세스 드 페(Bâtisseuses de Paix)' 협회 회장 아니-폴 데르찬스키는 베르카니의 영화에서 증언한 알베르 아슬린이 1,600명이 구출되었다고 주장했다고 언급한다. 대조적으로, 프랑스 내무부 종교 문제 담당 전직 공무원 알랭 보이어는 그 수치가 500명에 가깝다고 추정했다.
1942년에서 1944년 사이에 파리 모스크에 의해 구출된 유대인들의 증언을 요청하는 호소가 2005년 4월 3일에 시작되었는데, 이는 야드 바셈(Yad Vashem)이 카두르 벵갑리트의 후손들에게 정의로운 사람 메달을 수여하는 것을 지지하기 위함이었다.

### 독일과 협력한 알제리인들

#### 사이드 모하메디
가장 주목할 만한 알제리 협력자 중 한 명은 사이드 모하메디였다. 그는 처음에는 프랑스군에 복무했으나, 강렬한 민족주의자가 되어 북아프리카 스타의 활동가가 되었고, 아민 알 후세이니와 함께 나치 독일 및 파시스트 이탈리아와 협력했다. 그러다가 1944년 테베사에서 프랑스 당국에 체포되었다. 전쟁 후, 그는 FLN 병사가 되어 알제리 해방을 도왔다.

#### 무함마드 알마디
무함마드 알마디는 비시 정권과 독일을 지지하고 협력하며 무슬림의 반유대주의를 조장했던 게슈타포 소속의 알제리인이자 혁명사회운동의 일원이었다. 독일이 패배하자 그는 아내와 함께 독일에 숨어 지내다가 알 후세이니와 접촉하여 이집트로 도피하는 데 도움을 받았다. 그는 1954년 또는 1957년에 인후암으로 사망했다.

## 알제리에서의 군사 작전
1942년 11월 8일, 아이젠하워가 이끄는 연합군은 서북아프리카(모로코와 알제리)에 상륙했고, 미국 해군은 알제리의 오랑과 알제 두 항구를 공격했다.

### 해상 작전
횃불 작전 중 연합군은 지역 유대계 알제리 저항군의 도움을 받았다.

#### 오랑
중앙 기동군은 오랑 근처 세 해변에 상륙하는 동안 어려움을 겪었다. 가장 서쪽 해변에서는 프랑스 호송대가 기뢰 제거 작업을 방해하여 지연이 발생했다. 예기치 않은 수심 얕음과 사주는 상륙함에 혼란과 손상을 초래했는데, 이는 사전에 해상 조건에 대한 정찰이 이루어지지 않았기 때문이었다. 이는 오버로드 작전과 같은 미래 작전을 위한 사전 정찰의 중요성을 강조했다. 미 1레인저 대대는 오랑 동쪽에 상륙하여 아르제우의 해안 포대를 신속하게 점령했다. 프랑스군이 파괴하는 것을 막기 위해 미 보병을 항구에 직접 상륙시키려는 시도는 실패했고, 프랑스 함선들이 연합군 슬루프 두 척을 파괴했다. 비시 프랑스 해군은 항구를 떠나 연합군 함대를 공격했으며, 그 결과 모든 함선이 침몰하거나 좌초되었다.

#### 알제
1942년 11월 8일, 알제 침공은 세 개의 해변(서쪽 두 곳과 동쪽 한 곳)에 상륙하면서 시작되었다. 찰스 W. 라이더 소장은 상륙군을 지휘했는데, 여기에는 영국 제78보병사단 제11여단단과 미 제34보병사단 제168연대 전투팀 및 제39연대 전투팀이 포함되었다. 영국 제78보병사단 제36여단단은 예비대로 남았다. 일부 상륙이 잘못되었음에도 불구하고, 프랑스군의 저항이 없었기 때문에 이는 중요하지 않았다. 해안 포대는 프랑스 저항군에 의해 무력화되었고, 한 프랑스 지휘관은 연합군으로 전향했다. 유일한 충돌은 터미널 작전 중 알제 항구에서 발생했는데, 두 영국 구축함이 프랑스군이 항구 시설과 선박을 파괴하는 것을 막으려 했다. 격렬한 포격으로 한 구축함은 방해를 받았지만, 다른 구축함은 250명의 레인저를 상륙시킨 후 바다로 물러날 수밖에 없었다.

## 횃불 작전 이후
프랑스 정부는 1943년에 알제로 이전했고 해방될 때까지 그곳에 머물렀다. 프랑스령 북아프리카는 1943년 튀니지, 시칠리아, 이탈리아, 그리고 1944년 프로방스에서 추축국에 대한 연합군의 작전을 위한 물류 "발판"을 제공했다.
아프리카의 광활한 지역에서 프랑스는 실제로 군대와 주권을 재건할 수 있었으며, 기존 동맹국과 함께 새로운 동맹국이 참전하여 힘의 균형을 뒤바꿀 때를 기다릴 수 있었다. 그러나 이탈리아, 발칸, 스페인 반도에서 가까운 아프리카는 유럽으로 다시 진입할 수 있는 훌륭한 발판을 제공할 것이며, 이는 결국 프랑스의 것이 될 것이다.— 샤를 드골, 샤를 드골의 회고록, 

### 1945년 5월 8일
1945년 5월 8일, 알제리인들은 새로 채택된 민족주의 깃발을 자랑스럽게 흔들며 독일의 항복을 기념했다. 세티프에서는 약 5,000명이 축하 행사에 참여했다. 그러나 프랑스 헌병대는 부정적으로 반응하여 알제리인들을 괴롭히고 민족주의 깃발을 압수하려 했다. 초기 대치 후, 총성이 발사되면서 폭력이 확대되었지만, 누가 총격을 시작했는지는 불분명하다. 이어지는 혼란 속에서 경찰과 시위대 모두 부상을 입거나 사망했다. 겔마에서도 유사한 시위가 폭력적인 진압에 직면했다. 이 사건 이후, 세티프와 주변 시골의 무장 단체들은 피에 누아르 정착민들을 공격하여 102명의 피에 누아르를 살해했다. 이에 대한 보복으로 프랑스 식민 당국과 정착민 민병대는 해당 지역에서 수천 명의 알제리 무슬림을 학살했는데, 그 수는 3,000명에서 45,000명에 달하는 것으로 추정된다.